# Posiew
Posiew, badanie mikrobiologiczne – podstawowa metoda diagnostyki mikrobiologicznej polegająca na przeniesieniu pobranego materiału biologicznego (od pacjenta, ze środowiska z przedmiotu) na odpowiednie podłoże hodowlane umożliwiające wzrost drobnoustrojów w taki sposób, aby ostatecznie uzyskać pojedyncze, odizolowane kolonie bakterii lub grzybów. Posiew jest podstawą do identyfikacji drobnoustrojów, określenia ich ilości w wyjściowej zawiesinie oraz lekooporności (antybiogram, mykogram).
Posiew ze względu na badane drobnoustroje dzielimy na:
- posiew bakteriologiczny
  - tlenowy
  - beztlenowy
- posiew mykologiczny.

Najczęściej stosowana laboratoryjna metoda hodowania bakterii to posiew redukcyjny.